# Rhodothemis
Rhodothemis is een geslacht van libellen (Odonata) uit de familie van de korenbouten (Libellulidae).

## Soorten
Rhodothemis omvat 5 soorten:
- Rhodothemis flavostigma Navás, 1932
- Rhodothemis lieftincki Fraser, 1954
- Rhodothemis mauritsi Lohmann, 1984
- Rhodothemis nigripes Lohmann, 1984
- Rhodothemis rufa (Rambur, 1842)